# Silver Lakes (Kalifornija)
Silver Lakes je naseljeno područje za statističke svrhe u američkoj saveznoj državi Kalifornija. Prema popisu stanovništva iz 2010. u njemu je živjelo 5.623 stanovnika.